# Леонард Совінський
Совінський Леонард (пол. Sowiński Leonard; 1831–1887) — польський письменник родом з Східного Поділля, син польського шляхтича і української селянки. Перший перекладач польською мовою та популяризатор творчості Тараса Шевченка.

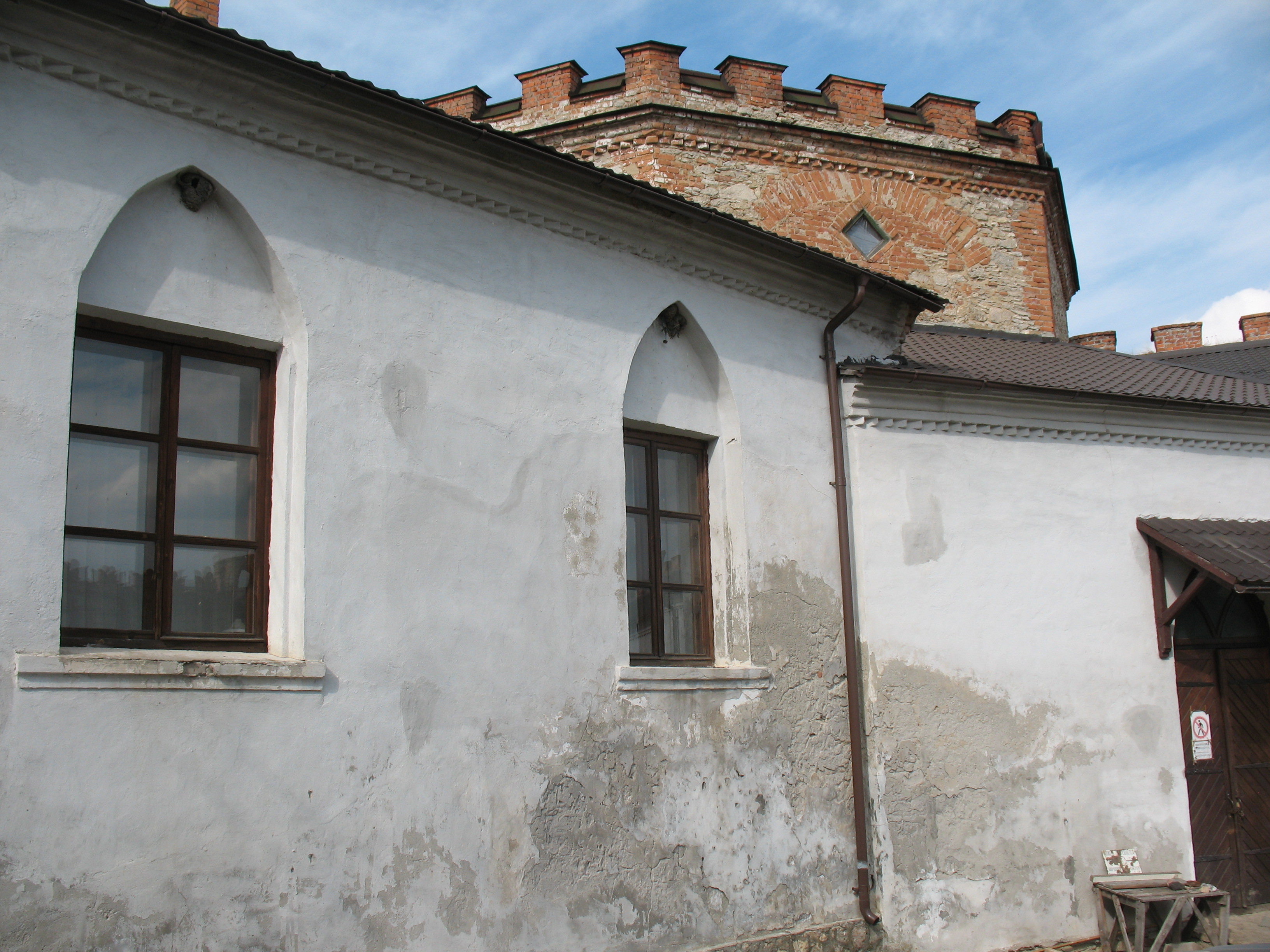
Вікно кімнати (в центрі), у якій у 1839—1840 рр. під час навчання в Меджибізькому дворянському училищі проживав Леонард Совінський

Навчався в повітовому училищі у Меджибізькій фортеці (1839—1841), потім у Житомирській гімназії. Закінчив історично-філологічний (1851) та медичний (1855) факультети Київського університету, 1862 — 68 на засланні, пізніше у Варшаві. Автор драми «Na Ukrainie» (1873; про події під час січневого повстання), праць «Studja nad ukraińską literaturą dzisiejszą» (1860), «Taras Szewczenko» (1861) з додатком перекладу поеми «Гайдамаки»; переклав «Наймичку» й інші твори Шевченка.